# 20 Dywizjon Artylerii Ciężkiej (II RP)

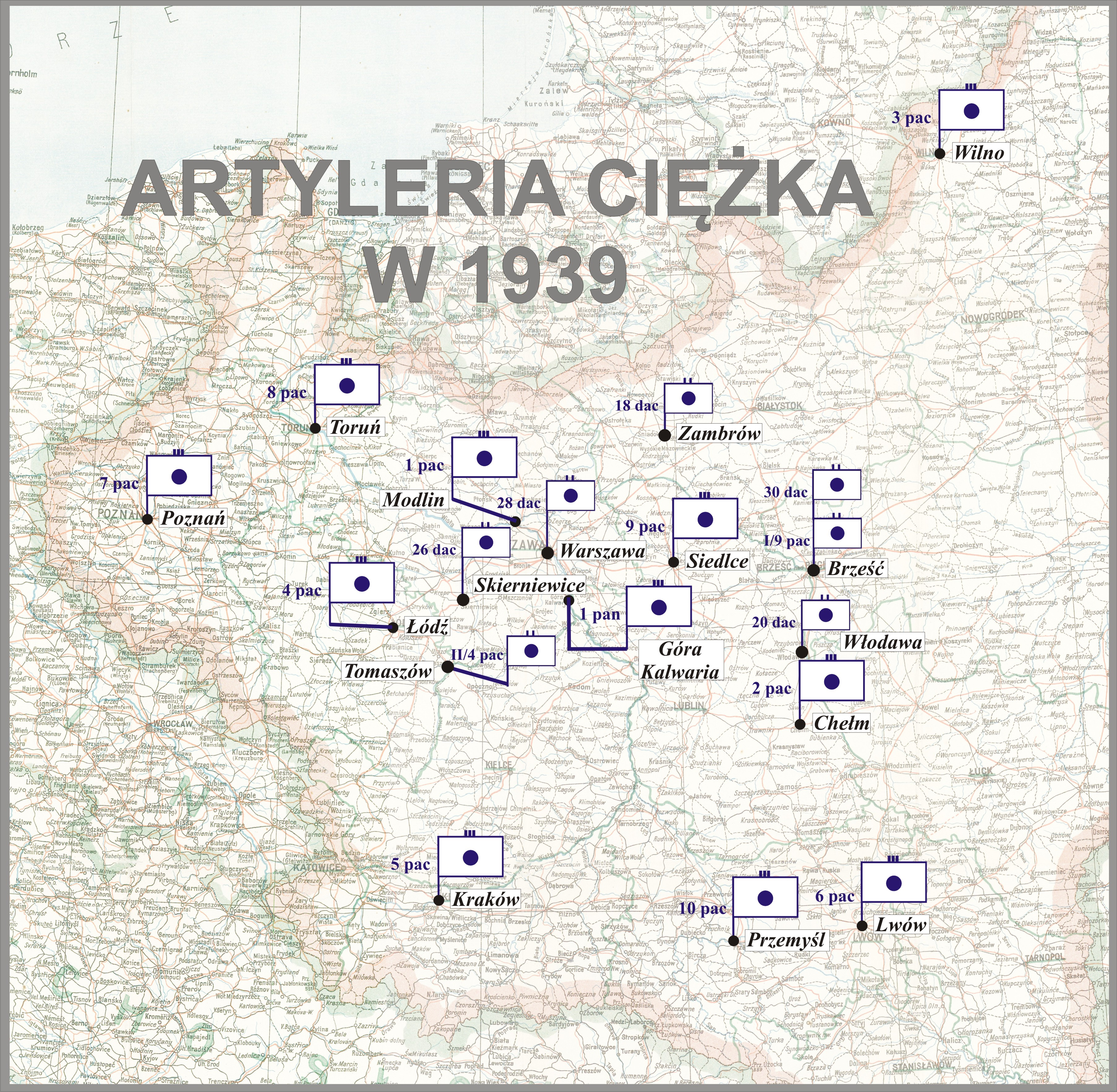
Artyleria ciężka w 1939 przed wybuchem II wojny światowej

20 dywizjon artylerii ciężkiej (20 dac) – pododdział artylerii ciężkiej Wojska Polskiego w II Rzeczypospolitej.

## Formowanie i zmiany organizacyjne
Sformowany na podstawie rozkazu Ministra Spraw Wojskowych L.5541/Org.tj.38 z 2 grudnia 1938 roku, przez 6 pułk artylerii ciężkiej ze Lwowa i 10 pułk artylerii ciężkiej z Przemyśla. Po zmobilizowaniu w dniu 23 marca 1939 przez 9 pułk artylerii ciężkiej 20 dywizjonu artylerii ciężkiej, istniały dwa dywizjony artylerii ciężkiej o tym samym numerze. W maju 1939 dywizjon stacjonował we Włodawie. W trakcie mobilizacji alarmowej w dniach 23-29 sierpnia 1939 na bazie zawiązek z pokojowego 20 dywizjonu artylerii ciężkiej oraz z zasobów 9 pułku artylerii ciężkiej w garnizonie Włodawa w grupie czerwonej, zmobilizowano 98 dywizjon artylerii ciężkiej.

## Organizacja i obsada personalna w 1939
Obsada personalna w marcu 1939
- dowódca – ppłk dypl. Stanisław I Królikiewicz
- zastępca dowódcy i oficer zwiadowczy – kpt. Edward Mieczysław Chmelik
- dowódca plutonu łączności – por. Konstanty Grzywna
- dowódca 1 baterii – kpt.  Tadeusz Henryk Dąbrowski
- dowódca 2 baterii – kpt. Edward Niemesz